# Catedral de St Edmundsbury
La Catedral de St Edmundsbury (formalmente llamada la Iglesia Catedral de Santiago y San Edmundo) es la catedral de la localidad británica de Bury St Edmunds, sede de la Diócesis de St Edmundsbury e Ipswich de la Iglesia de Inglaterra. Con orígenes en el siglo XI, fue reconstruida en los siglos XII y XVI como iglesia parroquial, convirtiéndose en catedral en 1914; en los últimos decenios se ha ampliado considerablemente.